# Sparassis
Sparassis — рід грибів родини Sparassidaceae. Назва вперше опублікована 1819 року.